# Dendrobium chamaephytum
Dendrobium chamaephytum är en orkidéart som beskrevs av Rudolf Schlechter. Dendrobium chamaephytum ingår i släktet Dendrobium, och familjen orkidéer. Inga underarter finns listade i Catalogue of Life.